# Präfekturparlamentswahl in Iwate 2011
Die Parlamentswahl 2011 in der japanischen Präfektur Iwate war ursprünglich für die einheitlichen Regionalwahlen am 10. April geplant, wurde aber als Folge des Tōhoku-Erdbebens (in Regierungsinstitutionen: Großes Ostjapanisches Erdbeben) verschoben. Sie fand wie die ebenfalls verschobene Gouverneurswahl in Iwate am 11. September 2011 statt. Gleichzeitig wurden außerdem mehrere Kommunalwahlen nachgeholt.

## Kandidatennominierungen und Wahlkampf
Bei den letzten Wahlen 2007 war die damals oppositionelle Demokratische Partei in Iwate landesweit erstmals stärkste Partei in einem Präfekturparlament geworden. Seit 2009, als sie die Zentralregierung übernahm, musste sie aber erhebliche Einbußen in Umfragen hinnehmen. Der Wahlkampf 2011, der offiziell am 2. September begann, wurde von den Erdbebenfolgen und dem Wiederaufbau bestimmt. Insgesamt bewarben sich 72 Kandidaten für die 48 Sitze im Parlament in Morioka, darunter 32 Demokraten, 15 Liberaldemokraten und zehn Unabhängige.

## Ergebnis
In den Wahlkreisen Shiwa und Kunohe wurden die Abgeordneten mangels Gegenkandidaten ohne Abstimmung gewählt. Die Wahlbeteiligung betrug 60,6 % und lag damit fast neun Punkte unter dem Wert von 2007.
Die Demokratische Partei konnte zwar keine absolute Mehrheit erringen, verteidigte mit 23 Sitzen (inkl. eines von ihr unterstützten „unabhängigen“ Kandidaten) aber ihren Status als stärkste Partei. Die Liberaldemokratische Partei gewann zwölf Mandate. Drittstärkste Kraft wurde die Chiiki Seitō Iwate („Regionalpartei Iwate“) mit vier Abgeordneten.
| Hachimantai | Ninohe | Kunohe | | Wahlkreiseinteilung |
| Iwate       | Morioka | Miyako-Shimohei | Kuji | Wahlkreis: Gemeinden Morioka: Morioka Ōfunato: Ōfunato Hanamaki: Hanamaki Kitakami: Kitakami, Nishiwaga Kuji: Kuji, Noda Tōno: Tōno Ichinoseki: Ichinoseki, Hiraizumi, Fujisawa Rikuzentakata: Rikuzentakata, Sumita Kamaishi: Kamaishi, Ōtsuchi Ninohe: Ninohe, Ichinohe Hachimantai: Hachimantai, Kuzumaki, Iwate Ōshū: Ōshū, Kanegasaki Iwate: Shizukuishi, Takizawa Kunohe: Karumai, Kunohe, Hirono Miyako-Shimohei: Miyako, Yamada, Iwaizumi, Tanohata, Fudai |
| Shiwa       | Hanamaki | Tōno | Kamaishi | Wahlkreis: Gemeinden Morioka: Morioka Ōfunato: Ōfunato Hanamaki: Hanamaki Kitakami: Kitakami, Nishiwaga Kuji: Kuji, Noda Tōno: Tōno Ichinoseki: Ichinoseki, Hiraizumi, Fujisawa Rikuzentakata: Rikuzentakata, Sumita Kamaishi: Kamaishi, Ōtsuchi Ninohe: Ninohe, Ichinohe Hachimantai: Hachimantai, Kuzumaki, Iwate Ōshū: Ōshū, Kanegasaki Iwate: Shizukuishi, Takizawa Kunohe: Karumai, Kunohe, Hirono Miyako-Shimohei: Miyako, Yamada, Iwaizumi, Tanohata, Fudai |
| Ōshū        | Kitakami | Rikuzentakata | Ōfunato | Wahlkreis: Gemeinden Morioka: Morioka Ōfunato: Ōfunato Hanamaki: Hanamaki Kitakami: Kitakami, Nishiwaga Kuji: Kuji, Noda Tōno: Tōno Ichinoseki: Ichinoseki, Hiraizumi, Fujisawa Rikuzentakata: Rikuzentakata, Sumita Kamaishi: Kamaishi, Ōtsuchi Ninohe: Ninohe, Ichinohe Hachimantai: Hachimantai, Kuzumaki, Iwate Ōshū: Ōshū, Kanegasaki Iwate: Shizukuishi, Takizawa Kunohe: Karumai, Kunohe, Hirono Miyako-Shimohei: Miyako, Yamada, Iwaizumi, Tanohata, Fudai |
| Ichinoseki  | Parteizugehörigkeit der Wahlsieger (Stand: Wahltag) Liberaldemokratische Partei Demokratische Partei Kōmeitō Kommunistische Partei Japans Sozialdemokratische Partei Chiiki Seitō Iwate Unabhängige | Parteizugehörigkeit der Wahlsieger (Stand: Wahltag) Liberaldemokratische Partei Demokratische Partei Kōmeitō Kommunistische Partei Japans Sozialdemokratische Partei Chiiki Seitō Iwate Unabhängige | Parteizugehörigkeit der Wahlsieger (Stand: Wahltag) Liberaldemokratische Partei Demokratische Partei Kōmeitō Kommunistische Partei Japans Sozialdemokratische Partei Chiiki Seitō Iwate Unabhängige | Wahlkreis: Gemeinden Morioka: Morioka Ōfunato: Ōfunato Hanamaki: Hanamaki Kitakami: Kitakami, Nishiwaga Kuji: Kuji, Noda Tōno: Tōno Ichinoseki: Ichinoseki, Hiraizumi, Fujisawa Rikuzentakata: Rikuzentakata, Sumita Kamaishi: Kamaishi, Ōtsuchi Ninohe: Ninohe, Ichinohe Hachimantai: Hachimantai, Kuzumaki, Iwate Ōshū: Ōshū, Kanegasaki Iwate: Shizukuishi, Takizawa Kunohe: Karumai, Kunohe, Hirono Miyako-Shimohei: Miyako, Yamada, Iwaizumi, Tanohata, Fudai |
|             | Parteizugehörigkeit der Wahlsieger (Stand: Wahltag) Liberaldemokratische Partei Demokratische Partei Kōmeitō Kommunistische Partei Japans Sozialdemokratische Partei Chiiki Seitō Iwate Unabhängige | Parteizugehörigkeit der Wahlsieger (Stand: Wahltag) Liberaldemokratische Partei Demokratische Partei Kōmeitō Kommunistische Partei Japans Sozialdemokratische Partei Chiiki Seitō Iwate Unabhängige | Parteizugehörigkeit der Wahlsieger (Stand: Wahltag) Liberaldemokratische Partei Demokratische Partei Kōmeitō Kommunistische Partei Japans Sozialdemokratische Partei Chiiki Seitō Iwate Unabhängige | Wahlkreis: Gemeinden Morioka: Morioka Ōfunato: Ōfunato Hanamaki: Hanamaki Kitakami: Kitakami, Nishiwaga Kuji: Kuji, Noda Tōno: Tōno Ichinoseki: Ichinoseki, Hiraizumi, Fujisawa Rikuzentakata: Rikuzentakata, Sumita Kamaishi: Kamaishi, Ōtsuchi Ninohe: Ninohe, Ichinohe Hachimantai: Hachimantai, Kuzumaki, Iwate Ōshū: Ōshū, Kanegasaki Iwate: Shizukuishi, Takizawa Kunohe: Karumai, Kunohe, Hirono Miyako-Shimohei: Miyako, Yamada, Iwaizumi, Tanohata, Fudai |

| Partei | Partei                       | Kandidaten | Sitze | Änderung         | Änderung        |
| ------ | ---------------------------- | ---------- | ----- | ---------------- | --------------- |
| Partei | Partei                       | Kandidaten | Sitze | zur Wahl 2007    | zu vor der Wahl |
|        | Demokratische Partei         | 32         | 23    | +2               | −1              |
|        | Liberaldemokratische Partei  | 15         | 12    | −1               | +1              |
|        | Kōmeitō                      | 1          | 1     | 0                | 0               |
|        | Kommunistische Partei Japans | 3          | 2     | +1               | +1              |
|        | Sozialdemokratische Partei   | 4          | 3     | 0                | 0               |
|        | Chiiki Seitō Iwate           | 7          | 4     | (+4)             | −1              |
|        | Unabhängige                  | 10         | 3     | −2               | +2              |
| Summe  | Summe                        | 72         | 48    | 0 (Sonstige: −4) | +2 (Vakanzen)   |